# Arthrocereus glaziovii
Arthrocereus glaziovii ist eine Pflanzenart in der Gattung Arthrocereus aus der Familie der Kakteengewächse (Cactaceae). Das Artepitheton glaziovii ehrt den französischen Pflanzensammler und Botaniker Auguste François Marie Glaziou, der sich von 1861 bis 1895 in Brasilien aufhielt.

## Beschreibung
Arthrocereus glaziovii wächst mit aufrechten Trieben und etwas ausgebreiteten Seitentrieben von 1,5 bis 2,5 Zentimeter Durchmesser. Auf den Trieben befinden sich 12 niedrige Rippen. Die 20 bis 30 Dornen sind pfriemlich, bräunlich bis aschgrau gefärbt und zwischen 1,5 und 2,5 Zentimeter lang.
Die weißen Blüten sind leicht gebogen und bis zu 6 Zentimeter lang. Es werden  längliche Früchte von bis zu 2 Zentimetern gebildet.

## Verbreitung, Systematik und Gefährdung
Arthrocereus glaziovii ist im Osten und Süden von Belo Horizonte im brasilianischen Bundesstaat Minas Gerais in Höhenlagen von 1300 bis 1750 Metern verbreitet. Das Verbreitungsgebiet umfasst etwa 1000 km².
Die Erstbeschreibung als Cereus glaziovii durch Karl Moritz Schumann wurde 1890 veröffentlicht. Nigel Paul Taylor und Daniela Cristina Zappi stellten die Art 1991 in die Gattung Arthrocereus. Weitere nomenklatorische Synonyme sind Leocereus glaziovii (K.Schum.) Britton & Rose(1920), Trichocereus glaziovii (K.Schum.) Werderm. (1933) und Echinopsis glaziovii (K.Schum.) Molinari & Mayta (2015).
Arthrocereus glaziovii wird in der Roten Liste gefährdeter Arten der IUCN als „Endangered (EN)“, d. h. stark gefährdet eingestuft.

## Nachweise